# Dambron
Dambron település Franciaországban, Eure-et-Loir megyében. Lakosainak száma 99 fő (2022. január 1.). Dambron Artenay, Ruan, Poupry, Lion-en-Beauce, Santilly és Baigneaux községekkel határos.

## Népesség
A település népességének változása:
| Lakosok száma | 136  | 111  | 104  | 94   | 89   | 94   | 102  | 108  | 110  | 99   |
|               | 1968 | 1982 | 1990 | 2006 | 2013 | 2015 | 2017 | 2019 | 2020 | 2022 |